# 李璣 (清朝)
李玑（？—？），高阳人，清朝政治人物。官生出身。

## 生平
李玑曾于康熙八年（1669年）接替路坦然任延平府知府一职，康熙九年（1670年）由程万仞接任。